# Glenea wallacei
Glenea wallacei är en skalbaggsart som beskrevs av Charles Joseph Gahan 1897. Glenea wallacei ingår i släktet Glenea och familjen långhorningar.
Artens utbredningsområde är Sarawak. Inga underarter finns listade i Catalogue of Life.